# Ubóstwo w Polsce

Odsetek gospodarstw domowych o wydatkach poniżej minimum egzystencji od 1994 r.

Zasięg ubóstwa (biedy) w Polsce przyjmuje różne wartości zależnie od przyjętych definicji. 
Luka dochodowa – różnica między kwotą, stanowiącą granicę ubóstwa a otrzymywanym dochodem.
Wskaźnik luki dochodowej (wydatkowej) ubogich – relacja wysokości luki dochodowej ubogich do wysokości granicy ubóstwa wyrażona w %. Inaczej mówiąc, jest to wskaźnik ukazujący, o ile procent przeciętne wydatki gospodarstw domowych ubogich są niższe od danej granicy ubóstwa. Wskaźnik luki dochodowej informuje o głębokości ubóstwa.
Z tabeli wynika, że rodziny uprawnione do ubiegania się o świadczenia pieniężne z opieki społecznej posiadały w 2004 r. przeciętne dochody o 24% niższe od ustawowej granicy ubóstwa. Zatem dla rodziny 4-osobowej z tej grupy luka dochodowa ubogich wynosiła 303 zł.
Do roku 2014 w Polsce następuje zarówno wzrost liczby osób dotkniętych ubóstwem, jak i głębokość tego ubóstwa. Osoby żyjące poniżej minimum egzystencji stanowiły: 5,6% ogółu społeczeństwa w 1998 r., 11,1% w 2002 r. i 11,8% w 2004 r. Luka dochodowa dla tej grupy wynosiła odpowiednio 16%, 20% i 21%. Po roku 2014 odnotowano spadek ubóstwa z poziomu ponad 7% do ok. 4% - 5% w roku 2021.
Według GUS, wzrost ubóstwa do 2014 dokonał się przy poprawie przeciętnej sytuacji materialnej ogółu Polaków, generowanej przez wysokie dochody, co świadczy o rosnących nierównościach w sytuacji dochodowej i poziomie spożycia polskiego społeczeństwa. W 2004 r. przeciętny miesięczny dochód 20% osób o najwyższych dochodach wynosił 1 536 zł na osobę i był ponad 7-krotnie wyższy od przeciętnego dochodu 20% osób uzyskujących najniższe dochody. W porównaniu z rokiem poprzednim odnotowano wzrost zróżnicowania dochodów gospodarstw domowych ogółem (w 2003 r. przewaga 6,5-krotna).
Dane GUS z 2005 roku prezentuje poniższa tabela.
| Granice ubóstwa                                                      | Rodzina 3-os. (z 1 dzieckiem) miesięcznie w PLN | 1 osoba dziennie w PLN | Odsetek ludności żyjącej poniżej granicy | Wskaźnik luki dochodowej (wydatkowej) |
| -------------------------------------------------------------------- | ----------------------------------------------- | ---------------------- | ---------------------------------------- | ------------------------------------- |
| Minimum egzystencji                                                  | 1253,30                                         | 13,93                  | 12,3%                                    | -                                     |
| Ustawowa granica ubóstwa                                             | 1053                                            | 11,70                  | 18,1%                                    | 23%                                   |
| Urealniona ustawowa granica ubóstwa (w cenach z IV kwartału 2006 r.) | 1200,75                                         | 13,34                  | -                                        | -                                     |
| Relatywna granica ubóstwa                                            | 1715,83                                         | 19,06                  | 18,1%                                    | 22%                                   |
| Subiektywna granica ubóstwa                                          | brak danych                                     | b.d.                   | -                                        | -                                     |
| Minimum socjalne                                                     | 2427,31                                         | 26,97                  | -                                        | -                                     |

Dane GUS i IPiSS z 2004 prezentuje poniższa tabela.
| Granice ubóstwa             | Rodzina 4-os. (z 2 dzieci) miesięcznie w PLN | 1 osoba dziennie w PLN | Odsetek ludności żyjącej poniżej granicy | Wskaźnik luki dochodowej (wydatkowej) |
| --------------------------- | -------------------------------------------- | ---------------------- | ---------------------------------------- | ------------------------------------- |
| Minimum egzystencji         | 1702,96                                      | 14,19                  | 11,8%                                    | 21%                                   |
| Ustawowa granica ubóstwa    | 1824 (od 1 X 2012)                           | 15,20                  | 19,2%                                    | 24%                                   |
| Relatywna granica ubóstwa   | 2001,75                                      | 16,68                  | 20,3%                                    | 23%                                   |
| Subiektywna granica ubóstwa | 1770                                         | 14,75                  | 27,3%                                    | 27%                                   |
| Minimum socjalne            | 3221,50                                      | 26,85                  | -                                        | -                                     |

Dane GUS za 2022 r.

## Ubóstwo na wsi
Ubóstwo wiejskie ma inny charakter niż miejskie – pierwsze zwykle wiąże się z ograniczonym zaspokojeniem potrzeb kulturalnych i oświatowych, z zakresem spędzania czasu wolnego czy z ograniczonymi możliwościami komunikacyjnymi, drugie zaś z potrzebami mieszkaniowymi i realizacją potrzeb bieżących. Dodatkowo należy zauważyć, że w ciągu ostatnich trzech lat ubóstwo na wsi nieznacznie wzrosło.
Ludność wiejska jest jedną z grup w największym stopniu zagrożoną ubóstwem lub/i wykluczeniem społecznym. Mieszkańcy wsi w porównaniu z mieszkańcami miast są w większym stopniu zagrożeni deprywacją potrzeb. W 2020 r. ponad 96,8 mln osób w UE było zagrożonych ubóstwem lub wykluczeniem społecznym, z czego niemal 31 mln żyło na wsi. W Polsce sytuacja mieszkańców wsi była nieco gorsza niż średnio dla pozostałych mieszkańców UE - wskaźnik zagrożenia ubóstwem na poziomie 24,2 %.